# План Бейкера
План Бейкера (формально, Мирный план для самоопределения народа Западной Сахары) является инициативой Организации Объединенных Наций предоставления самоопределение для Западной Сахары. Он был предназначен для замены Плана урегулирования 1991 года, который в дальнейшем подробно оговорен во время Хьюстонского соглашения 1997 года.

## Предыстория
Управление Западной Сахарой Марокко с 1975 года оспаривается со стороны Полисарио, многие члены которого живут в изгнании в соседнем Алжире. 
С 1991 года, после подписания соглашения о прекращении огня, принятого обеими сторонами, с пониманием того, что ООН должна будет организовать референдум о независимости.
План референдума 1991 года зашел в тупик, в связи с разногласиями по списку избирателей.
Марокко потребовало включения всех людей, в настоящее время проживающих на территории, и нескольких десятков тысяч, проживавших тогда на юге Марокко, которые были привезены на территорию правительством.
Фронт ПОЛИСАРИО настаивает на включении только участников Испанской переписи в 1974 года и их потомков; перепись 1974 года была упомянута в качестве основы списков избирателей в договоре 1991 года. Специализированные идентификационные команды МООНРЗС в конечном счете нашли более 80000 избирателей, которые считаются коренными жителями территории. Это число довольно тесно соответствует испанской переписи — 75000 человек, в результате чего Марокко выступило со списком избирателей, в котором более чем 100 000 отклоненных кандидатов от марокканской стороны. Это ввело процесс в тупик и к концу 1990-х годов Марокко объявило референдум «мертвым вариантом».

## План Бейкера I и II
Первый проект плана (неофициально назывался Бейкер I) или Рамочное соглашение, был разработан спецпредставителем ООН Джеймсом Бейкером в 2000 году, но так и не был официально представлен в Совете Безопасности ООН.
Хотя основой были предложения Бейкера, он был разработан спонсируемой Марокко юридической командой.
Он предлагал народу Западной Сахары автономию в составе марокканской государства.
Кроме вопросов обороны и внешней политики, все остальные вопросы и их решения будут возложены на органы местного самоуправления.
Марокко приняло план, но Алжир и фронт ПОЛИСАРИО отвергли его.
Алжир выступил с ответным предложением о разделе территории между противоборствующими сторонами.
Вторая версия (неофициально известный как План Бейкера II) предусматривал самоуправление Сахары как Западно-Сахарской автономии в течение пяти лет с проведением референдума о независимости как итога разрешения конфликта.
В этом референдуме будет участвовать все современное население Западной Сахаре, в том числе люди, которые мигрировали или переселены из Марокко после 1975 года, то, которое ПОЛИСАРИО до сих пор отказывается признавать.
С другой стороны, указывается, что временное местное правительство (Западная Сахара автономия) будет избрано только ограниченным числом избирателей (теми, которые определены как коренные жители территории по мнению МООНРЗС), и данное решение не было принято Марокко.
После этого Марокко высказало ранние возражения против плана Бейкер II, Алжир и фронт ПОЛИСАРИО неохотно приняли план в качестве основы для переговоров.
В июле 2003 года Совет Безопасности ООН одобрил план, то, что он не делал с первым проектом Бейкера, и единодушно призывал стороны к его реализации.
Марокко, однако, затем отвергло план, заявив, что оно больше не будет соглашаться на любой референдум, который включал вопрос о независимости, в качестве варианта разрешения конфликта.
После этого, Бейкер подал в отставку в знак протеста, второй посланник ООН в Западной Сахаре сделал так же.
Он отметил, что, учитывая непримиримые позиции сторон и отказ Совета Безопасности в обеспечении решения, идущего против возражения одной из сторон, не появится более осуществимого решения, что это вполне приемлемый способ реализации Плана урегулирования 1991 года или необходимо достичь другого компромиссного решения.
В то время ПОЛИСАРИО, желая иметь сильного посредника в лице поддержке США во главе процесса ООН, выразил сожаление по поводу его отставки, однако марокканские чиновники рассмотрели его действия в положительном свете; Министр иностранных дел Мохамед Бенайса публично назвал отставку результатом «упорной марокканской дипломатии».

## Статус Плана Бейкера
С начала 2005 года Генеральный секретарь ООН не упоминает план в своих докладах, и теперь он в значительной степени мертв.
Но замены плана не существует и остаются опасения, что политический вакуум приведет к возобновлению боевых действий.
Сейчас Марокко предлагает автономию в качестве окончательного решения конфликта.